# 박철진 (작곡가)
박철진(Park Chuljin, 1981년 12월 10일)은 대한민국의 대중음악 작곡가이다.
2006년 KC MUSIC(케이씨뮤직)을 설립하여 다양한 음반을 제작해왔으며 2015년에는 광주하계유니버시아드 개, 폐회식 음악을 작곡해 세계적인 명성을 얻기도 했다.
TV나 광고에 자주 등장하는 피아노 연주곡 ‘소풍가는 날’은 박철진이 뉴에이지 피아니스트 ‘에이피스트링(Apstring)’으로 활동하던 시절 만들어진 유명한 곡으로 대중들에게 가장 많이 알려져있다.
KOMCA(한국음악저작권협회)에 211곡이 등록(2019년 기준)되어 있으며 아직 발표되지 않은 160곡 정도의 미발매신곡(데모곡)을 보유하고 있는 실력파 작곡가/프로듀서이다.
또한 녹음스튜디오를 운영하며 수많은 가수들의 목소리에 기름칠을 해온 박철진은 어떤 가수와의 녹음에서도 최상의 컨디션을 만들어주며 최고의 결과물을 내어주는 마술사같은 엔지니어이기도 하다.
2018년부터 기획/제작중인 성인가요 컨텐츠 ‘트로트박스(Trot Box)’는 가수 정음, 원맨, 묘매리, 요미, 훈남, 고현욱, 그, 김그녀 등과 함께 현재 vol. 16까지 정식 발매되었으며 16곡 모두 박철진이 작사, 작곡, 편곡 및 프로듀싱 한 앨범들이다.
악기세션에는 ‘MBC 가요베스트’에서 활약중인 베이시스트 김치열을 비롯하여 기타리스트 김정겸, 홍종화(섹소폰)등 실력파 뮤지션들이 참여해 더욱 완성도를 높였다.
어린시절 드럼, 기타, 피아노등의 악기연주에서부터 시작한 그의 음악들은 탄탄하고 안정적이며 들을 수록 빠져드는 매력이 있다는 평가가 있다.